# Andreï Reketchinski
Andreï Mikhaïlovitch Reketchinski (en russe, Рекечинский, Андрей Михайлович, né le 7 janvier 1981 à Volgograd) est un joueur de water-polo russe, médaillé d'argent aux Jeux olympiques de 2000 à Sydney et médaillé de bronze à ceux de 2004 à Athènes.